# Abazgové
Abazgové jsou starověký, v současnosti již neexistující národ žijící v oblasti současné Abcházie. Abazgové podléhali řadě kulturních vlivů: na přelomu letopočtu patřily pod Římskou, později pod Byzantskou říši. V 6. století po nástupu křesťanství tuto víru postupně přebírali. V 8. století splynuly s dalšími okolními kmeny do národa Abcházie. Od 15. století byla oblast pod tureckou nadvládou a došlo k rozšíření sunnitského islámu.